# Lusmavaara
Lusmavaara är en kulle i Finland. Den ligger i Kittilä i landskapet Lappland, i den norra delen av landet, 900 km norr om huvudstaden Helsingfors. Toppen på Lusmavaara är 281 meter över havet. Lusmavaara ligger vid sjön Kivijärvi.
Terrängen runt Lusmavaara är platt österut, men västerut är den kuperad. Trakten runt Lusmavaara är nära nog obefolkad, med mindre än två invånare per kvadratkilometer. Det finns inga samhällen i närheten. 